# Distrikt Ayahuanco
Der Distrikt Ayahuanco liegt in der Provinz Huanta in der Region Ayacucho in Südzentral-Peru. Der Distrikt wurde am 20. Juni 1955 gegründet. Er besitzt eine Fläche von 370 km². Beim Zensus 2017 wurden 1260 Einwohner gezählt. Sitz der Distriktverwaltung ist die 3414 m hoch gelegene Ortschaft Viracochán mit 392 Einwohnern (Stand 2017). Viracochán liegt 40 km nordnordwestlich der Provinzhauptstadt Huanta.

## Geographische Lage
Der Distrikt Ayahuanco liegt im Andenhochland im nördlichen Westen der Provinz Huanta. Der Río Mantaro fließt entlang der westlichen Distriktgrenze nach Norden.
Der Distrikt Ayahuanco grenzt im Westen an die Distrikte San Pedro de Coris und Pachamarca (beide in der Provinz Churcampa), im Norden an den Distrikt Pucacolpa, im Osten an den Distrikt Llochegua sowie im Südosten und im Süden an den Distrikt Santillana.

## Ortschaften
Im Distrikt gibt es neben dem Hauptort folgende größere Ortschaften:
- Ayahuanco
- Pampa Coris
- Qochacc (265 Einwohner)